# 金の戦争
『金（キム）の戦争 ライフル魔殺人事件』（キムのせんそう）は、フジテレビ系「金曜ドラマシアター」枠で放送されたドラマシリーズ「実録犯罪史シリーズ」の第1作目。1991年4月5日21:03 - 23:22に放送。「金曜ドラマシアター」の第1回放送作品。
金嬉老事件を在日韓国・朝鮮人に対する差別を絡めて描いた。ビートたけし主演。後にVHSビデオソフト化された。なお、1992年に制作された同じ事件を題材とした韓国映画『金（キム）の戦争』があるが、無関係である。

## あらすじ
静岡県に住む在日韓国人金嬉老は、幼少期から様々な差別を受けてきた。そして1968年、彼が39歳の時、ついにその感情が一気に爆発する。手形のトラブルが高じて借金返済を求めた暴力団員2人を清水市内のクラブでライフルで射殺してしまった。
金はその足で市内の警察署に向かう。だがそれは自首するためではなく、日頃から自分たちを蔑んでいる刑事に復讐するためだった。しかし、署の前で日頃から自分を人間扱いし優しく接してくれている刑事を見つけた金は考えを変え、引き返す。
そして金が向かったのは、寸又峡温泉だった。金はここで在日に対する理不尽な差別を世に訴えるため、ある行動に出る。

## キャスト
- 金嬉老：ビートたけし[3]
- 樹木希林
- チェ・ムンヒ/房子：李恵淑（）
- 岩崎良美
- 森本レオ
- 左とん平
- 村井国夫
- 西岡徳馬
- 丹波哲郎
- 笹野高史
- 赤塚真人
- 木村元
- 片桐竜次
- ガダルカナル・タカ
- 坂西良太
- 信実一徳
- 宗近晴見
- 佐戸井けん太
- 浅野和之
- 遠山俊也

## スタッフ
- 企画：前田和也（フジテレビ）、小林義和（フジテレビ）
- 原作：本田靖春（「私戦」講談社文庫 ・1982年）より
- 脚本：早坂暁
- 音楽：マーク・アイシャム
- 技術プロデューサー：佐々木俊幸
- 撮影：川田正幸
- 照明：高山喜博
- 音声：助川洋昭
- 映像：下山一仁
- VTR：星野 晃
- 編集：深沢佳文
- ライン編集：飯塚 守
- 音響効果：佐古伸一（メッセ　後にメディアハウスへ移籍）
- 美術プロデューサー：本田邦宏
- 美術デザイン：山本修身
- 美術進行：板村一彦
- 大道具：宮本昌和、山崎博康
- 装飾・小道具：戸沢哲志
- アクリル装飾：日野邦彦
- 衣裳：望月俊展
- メイク：持田美千代
- 技術協力：バスク
- 美術協力：フジアール
- 広報：板垣陽治（フジテレビ）
- スチール：大原健二
- 制作担当：金井順泰
- 記録：志村美恵子
- 助監督：木下高男
- AP：松村俊二
- 監督：小田切正明
- プロデューサー：中山和記
- 制作：共同テレビジョン、フジテレビジョン

## 受賞
- 第18回放送文化基金賞優秀賞
- 1991年度日本民間放送連盟優秀賞
- 第29回ギャラクシー賞奨励賞[4]

## 当事者の反応
金嬉老は仮釈放後、韓国に出国する前に、本作で自身の役を演じたビートたけし宛てに手紙をしたためた。そこには「演じてくれてありがとう」と書かれていたという。